# تربوشین
تربوشین (به لاتین: Třebušín) یک سکونتگاه مسکونی در جمهوری چک است که در Litoměřice District واقع شده‌است.

## خصوصیات
تربوشین ۱۵٫۶۲ کیلومترمربع مساحت و ۵۳۰ نفر جمعیت دارد و ۴۲۳ متر بالاتر از سطح دریا واقع شده‌است.